# Sinem Altan

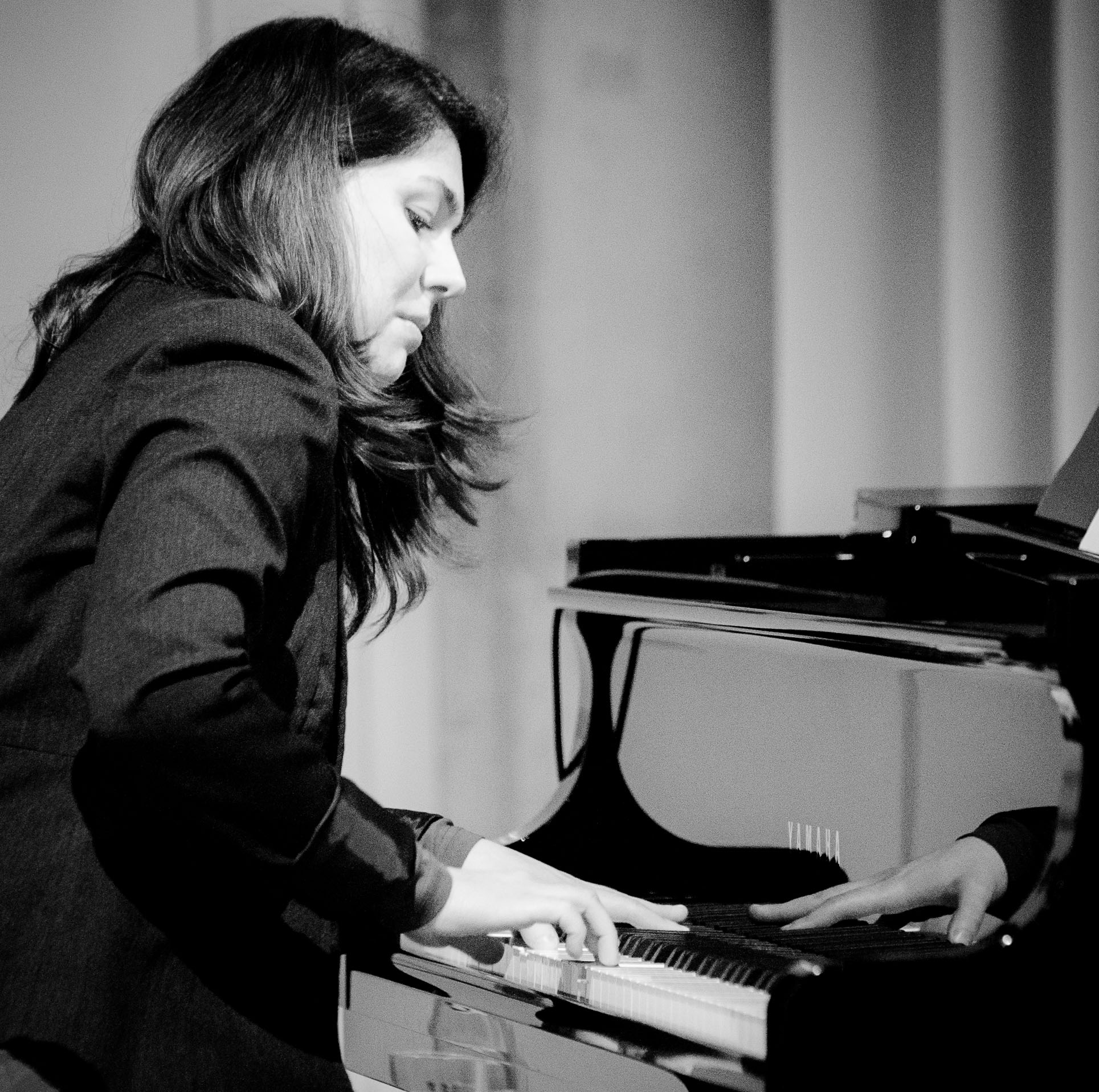
Sinem Altan, 2012

Sinem Altan (* 1985 in Ankara, Türkei) ist eine Komponistin und Pianistin. 
Im Alter von elf Jahren bestand sie die Aufnahmeprüfung an der Hochschule für Musik Hanns Eisler in Berlin für die Fachbereiche Komposition und Klavier und lebt seitdem in Berlin, wo sie ihre Musikausbildung inzwischen abgeschlossen hat.
Mit ihren Drei Präludien zum Ausflippen (2000) für Klavier gewann sie den
1. Preis in der Kategorie A des Wettbewerbs Jugend komponiert. Weitere Kompositionen für Klavier und weitere Instrumente sowie Gesang hatten Uraufführungen in Berlin u. a. in der Passionskirche. Für Nancy Laufer komponierte Altan mit Omuzlarinda überdies ein Akkordeonsolo, das durch Laufer selbst uraufgeführt wurde. 2008 hatte das Singspiel Türkisch für Liebhaber (Libretto: Dilek Güngör) an der Neuköllner Oper Premiere, zu dem sie die Musik schrieb.  
Als „Composer in Residence“ komponierte und leitete Sinem Altan „Stadt der Hunde“ (Ikarus-Preis 2010) und „TangoTürk“ an der Neuköllner Oper.  Seit 2009 leitet sie als Komponistin und Pianistin die interkulturellen Familienkonzerte des Rundfunk-Sinfonieorchesters Berlin. Im Mittelpunkt ihrer schöpferischen Arbeit steht der Dialog zwischen deutschen und türkischen Kontexten. Zuletzt realisierte und leitete sie gemeinsam mit Begüm Tüzemen und Özgür Ersoy, den Ensemblemitgliedern von Olivinn, das vom Hauptstadtkulturfonds Berlin geförderte Festivalprojekt "deLIGHTed", das mit großem Erfolg vom 22. September bis zum 2. Oktober 2011 mit 5 Uraufführungen im Atze Musiktheater gefeiert wurde.